# Иоанн (Маргишвили)
Митрополи́т Иоа́нн (груз. მიტროპოლიტი იოანე, в миру Николай Григорьевич Маргишвили, груз. ნიკოლოზ გიორგის ძე მარღიშვილი; 1874, Гори — 13 ноября 1929) — епископ Грузинской православной церкви, митрополит Бодбийский.

## Биография
Рос крестьянской осетинской семье вблиз Гори.
В 1893—1899 годы обучался в Горийском духовном училище, по окончании которого преподавал в церковно-приходских школах сначала в Гори, затем в Кизляре.
28 октября 1900 года он был пострижен в монашество с наречением имени Иоанн. 28 января 1901 года он был рукоположён в сан священника.
Поступил в Кутаисскую духовную семинарию, оттуда, как отличник, был переведен в Тифлисскую духовную семинарию, которую окончил в 1905 году. В 1910 году поступил в Московскую духовную академию, которую окончил в 1914 году со степенью кандидата богословия.
2 сентября 1914 года был назначен надзирателем Кутаисского духовного училища, 10 августа 1915 года назначен надзирателем Горийского духовного училища. 29 августа 1915 года он был возведён в сан архимандрита.
21 сентября 1917 года по благословению католикоса-патриарха всея Грузии Кириона II был назначен учителем Тбилисской духовной семинарии.
В 1919 году архимандрит Иоанн уехал служить в Сухуми. 3 сентября того же года Комиссариат (правительство) Абхазии назначил архимандрита Иоанна (Маргишвили) временным управляющим Сухумской епархией. 11 сентября на эту должность был назначен митрополит Амвросий (Хелая). После подготовительной работы 7 октября 1919 года было созвано епархиальное собрание духовенства и мирян, которое приняло решение о вступлении Сухумско-Абхазской епархии в состав Грузинской церкви, что было с воодушевлением принято в Тбилиси. В тот же день митрополитом Абхазии собрание избрало Амвросия (Хелая). 28 октября 1919 года Всегрузинский католикосский совет утвердил принятые на собрании решения, в том числе об избрании архиерея. Вскоре после этого архимандрит Иоанн был назначен заместителем митрополита Сухумо-Абхазского. 1 сентября 1920 года стал школьным инспектором в Гурджаани.
14 октября 1921 года митрополит Амвросий (Хелая) стал католикосом-патриархом Грузии. По его воле 15 октября 1921 года архимандрит Иоанн был рукоположён во епископа Сухумско-Абхазского.
7 апреля 1925 года Католикосским советом был уволен с Сухумско-Абхазской епархии и временно назначен на Алавердскую епархию, но здоровье, пошатнувшееся из-за трудностей управления епархией, требовало серьёзного лечения. 15 октября 1925 года митрополит Иоанн обратился к католикосу-патриарху всея Грузии Амвросию с просьбой на один месяц оставить служение. Католикосский совет удовлетворил его просьбу.
После возвращения из России он был назначен управляющим Урбнисской епархией. Митрополит Иоанн не смог остаться в епархии из-за ухудшения здоровья, но управлял епархией из Тбилиси.
14 января 1926 года представил свою диссертацию, но по решению Католикосского совета митрополиту Иоанну не была присуждена степень доктора богословия.
1 июня 1926 гола митрополит Иоанн обратился с просьбой освободить его от должности управляющего епархией. 20 октября его просьба была удовлетворена, и 3 ноября он был назначен управляющим Батумско-Шемокмедийской епархией.
18 декабря митрополит Иоанн вновь обратился к католикосскому совету с просьбой об увольнении. 20 февраля 1927 года Грузинская православная церковь вынесла решение, что митрополит Иоанн пребывает в своей епархии и посещает назначенные Временным правительством заседания. Из-за несоблюдения этих условий 3 марта 1927 года он был уволен с кафедры. После этого митрополит Иоанн на два месяца уехал в Россию.
20 октября 1928 года был назначен управляющим Бодбийской епархией.
13 ноября 1929 года митрополит Иоанн скончался в возрасте 55 лет. 17 ноября он был похоронен во дворе Сионского собора в Тбилиси.